# Bekkevoort
Bekkevoort ist eine belgische Gemeinde in der Provinz Flämisch-Brabant. Neben dem Hauptort Bekkevoort umfasst die Gemeinde die beiden Teilgemeinden Assent und Molenbeek-Wersbeek.

## Weblinks

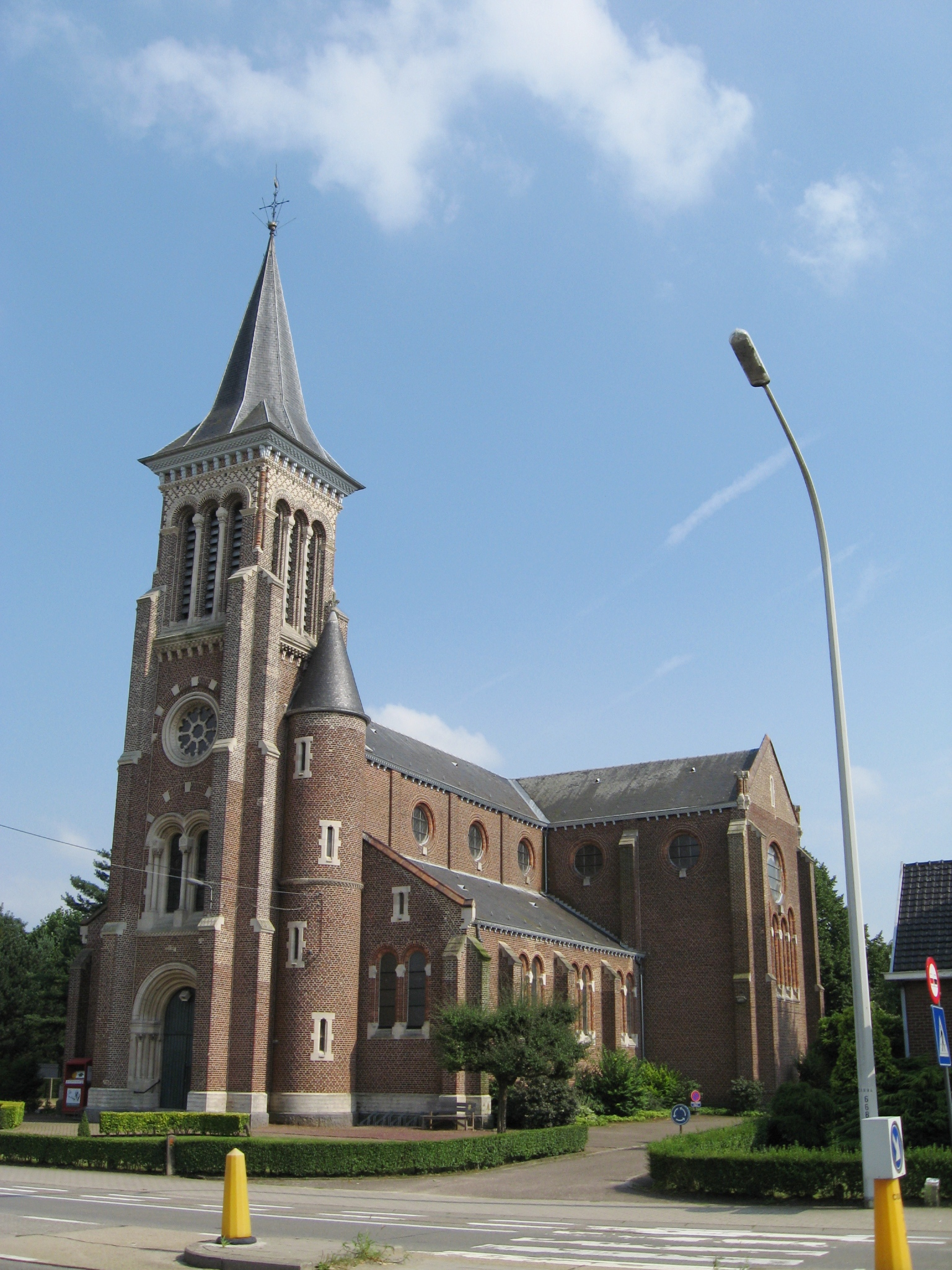
Sint-Pieterskerk